# Município de Salem (condado de Shelby, Ohio)
O município de Salem (em inglês: Salem Township) é um município localizado no condado de Shelby no estado estadounidense de Ohio. No ano de 2010 tinha uma população de 2.224 habitantes e uma densidade populacional de 32,08 pessoas por km².

## Geografia
O município de Salem encontra-se localizado nas coordenadas 40° 21′ 51″ N, 84° 03′ 59″ O. Segundo a Departamento do Censo dos Estados Unidos, o município tem uma superfície total de 69.33 km², da qual 68,77 km² correspondem a terra firme e (0,8 %) 0,56 km² é água.

## Demografia
Segundo o censo de 2010, tinha 2.224 habitantes residindo no município de Salem. A densidade populacional era de 32,08 hab./km². Dos 2.224 habitantes, o município de Salem estava composto pelo 98,25 % brancos, o 0,45 % eram afroamericanos, o 0,04 % eram amerindios, o 0,49 % eram asiáticos, o 0,09 % eram de outras raças e o 0,67 % eram de uma mistura de raças. Do total da população o 0,63 % eram hispanos ou latinos de qualquer raça.